# France.tv
Ne doit pas être confondu avec France Télévisions.
france.tv initialement Pluzz puis Francetv pluzz et Francetv pluzzVAD est à la fois l'identifiant de toutes les chaînes de télévision publique française ainsi que la plateforme de télévision de rattrapage intégrant le service de vidéo à la demande du groupe public France Télévisions. Le service france.tv permet aussi de visionner notamment l'ensemble des chaînes du groupe France Télévisions en direct : France 2, France 3, France 4, France 5 et France Info ou encore France Ô par le passé.
Lancée le 5 juillet 2010, sous le titre Pluzz, la plateforme permet de voir ou revoir les émissions des différentes chaînes du groupe public jusqu'à une semaine après leur jour de diffusion. Lancé en avril 2012 sous le nom Francetv pluzzVAD, un deuxième service délivre l'intégralité des programmes de France Télévision en flux vidéo streaming et en téléchargement. Le 9 mai 2017, les deux services de vidéo à la demande ainsi que les 300 sites des chaînes du groupe sont fusionnés et remplacés par la plate-forme unique france.tv. Le service est accessible sur le Web, les applications iOS, iPadOS, tvOS et Android de France Télévisions et des opérateurs, les box Internet des opérateurs, les téléviseurs connectés, les appareils Apple TV, Android TV, Google TV, Chromecast ou Amazon Fire TV ainsi que les plateformes OTT : Molotov et Canal+, initialement MyCanal.
Depuis le 3 juillet 2025 et 15 ans presque jour pour jour après le lancement de Pluzz, france.tv est disponible depuis une plateforme de vidéo à la demande par abonnement : Prime Video d'Amazon.

## Historique
Le 5 juillet 2010, France Télévisions lance son service de télévision de rattrapage intitulé Pluzz. Il permet de voir ou revoir les programmes des chaînes du groupe jusqu'à une semaine après leur diffusion sur un site unique. Le rattrapage est disponible 15 minutes après la diffusion du programme. Il est également possible de regarder les chaînes en direct. En 2010, Pluzz générait, aux dernières informations, 10 millions de vidéos vues chaque mois environ. Ce service étant gratuit, des spots publicitaires sont diffusés avant les vidéos pour le financer,. La marque « Pluzz » est la contraction des mots « Plus », « Play » et « Buzz ».
En avril 2012, les agences Quatre et Playgrnd remodèlent le site qui devient à cette occasion Francetv pluzz, ajoutant au nom original Pluzz la particule Francetv qui unifie les services numériques de France Télévisions. À cette occasion, la plateforme améliore son accessibilité en proposant plus de sous-titrage pour sourds et malentendants et d'audiodescription pour les aveugles et malvoyants. Elle met également plus d'interactivité avec l'intégration des réseaux sociaux Facebook et Twitter(aujourd'hui X).
En mai 2012, France Télévisions lance Francetv pluzzVAD, son nouveau service de vidéo à la demande. L'intégralité des programmes des chaînes du groupe peut désormais être loué en streaming ou acheté en téléchargement. Le catalogue comprend également des films français et étrangers.
Le 9 mai 2017, France Télévisions lance la plateforme universelle france.tv regroupant les sites des chaînes ainsi que ses plateformes Francetv pluzz et Francetv pluzzVAD afin de simplifier l'usage de l'internaute. En effet, Ghislain Faribeault, directeur du service vidéo de France Télévisions, indique dans une interview que 300 sites, 40 000 vidéos, et 5 millions d'adresses Internet (URLs) ont été fermés ou migrés au profit de france.tv. Près de 500 nouveaux programmes sont disponibles chaque jour sur le site Internet, tandis que le catalogue VàD met en ligne plus de 150 nouveautés cinéma et audiovisuelles chaque mois en version française ou version originale sous-titrée. En opérant cette profonde transformation, le groupe procède enfin à son adaptation numérique comme le préconisait la Cour des comptes en octobre 2016. L'objectif annoncé est clair, le groupe espère doubler la fréquentation numérique du site, en passant de 500 millions de vidéos vues chaque mois actuellement à un milliard en 2020, à titre de comparaison, la plateforme de vidéos YouTube cumule près d'un milliard de vues par jour,.
À la suite de ces suppressions de contenus, l'audience des sites Internet de France Télévisions sur PC est passée de 11,4 millions de visiteurs uniques au mois de juin 2017 à 9,4 millions au mois de juillet, puis 7,4 millions au mois d'août de la même année.
D’autres évolutions viennent en automne 2017 avec l’arrivée de la SVOD (vidéo illimitée sur abonnement) inspiré directement du service Netflix. L’accent est mis sur la production française et européenne, avec par exemple des webcréations exclusives et des avant-premières.
En octobre 2019, france.tv noue un partenariat avec la chaîne Radio-Canada pour être diffuseur exclusif en France de séries de fiction et de documentaires québécois, incluant Trop., Les Bogues de la vie, District 31 et Ruptures. Les premières émissions liées à cette entente sont diffusées sur le plateforme depuis le 16 décembre 2019.
Le 12 septembre 2022, l'émission Complément d'enquête bat un record, en enregistrant plus de 372 000 visionnages de la rediffusion sur la plateforme en 24 heures.
Le 14 septembre 2024, la chaîne Arte rejoint la plateforme.
Le 25 mars 2025, France Télévisions annonce vouloir rassembler en sus les contenus INA, LCP - Assemblée nationale, Public Sénat, TV5 Monde et France 24 sur sa plateforme avec une volonté avouée de s'inspirer de l'image de marque de la BBC qui possède notamment la plateforme BBC iPlayer.
Le 29 avril 2025, l'INA rejoint la plateforme.
Le 5 juin 2025, les chaînes LCP - Assemblée nationale et Public Sénat rejoignent la plateforme.
Le 2 juillet 2025, la chaîne France 24 rejoint la plateforme.
Le 8 juillet 2025, la chaîne TV5 Monde rejoint la plateforme.

## Chaînes numériques
Outre des contenus sur le portail france.tv, la plateforme propose des chaînes numériques de vidéo à la demande :
- france.tv Slash (adolescents et jeunes adultes, depuis 2018)
- Okoo (jeunesse, depuis 2019)
- La 1ère (Outre-Mer)
- Culturebox jusqu'au 6 juin 2025
- Lumni (plateforme éducative, depuis 2015).

En même temps, elle propose des chaînes numériques linéaires :
- Culturebox : pendant la pandémie de Covid-19 puis le soir et la nuit en bascule de France 4 jusqu'au 6 juin 2025 ;

- France TV Séries (séries télévisées francophones, depuis le 22 novembre 2023[22]) : diffusée de 9 h 00 à 0 h 30 ;
- France TV Docs (documentaires français, depuis le 22 avril 2024[23]) : diffusée de 9 h 30 à 2 h 00 ;
- France TV Paris 2024 (Jeux olympiques et paralympiques de Paris 2024, du 8 mai au 8 septembre 2024 ;
- France TV Roland Garros (Internationaux de France de tennis 2025, du 25 mai au 8 juin 2025[24]) ;
- France 24 (de minuit à 6 h 30 et ce en bascule de France Info, 7 h et par intermittence dans la journée du 21 juin 2025 en raison d'une panne[25]), en continu depuis le 2 juillet[20] ;
- Arte ;
- INA ;
- LCP - Assemblée nationale / Public Sénat ;
- TV5 Monde.

## Identité visuelle

Logo de Pluzz du 5 juillet 2010 à avril 2012.
Logo de Francetv pluzzVAD de mai 2012 au 8 mai 2017.
Logo de france.tv du 9 mai 2017 au 28 janvier 2018.
Logo de france.tv du 29 janvier 2018 au 28 mars 2022.
Logo de france.tv depuis le 29 mars 2022.